# Pintado
Luís Carlos de Oliveira Preto (ur. 17 września 1965) – brazylijski piłkarz występujący na pozycji pomocnika.

## Kariera klubowa
Od 1983 do 2003 roku występował w klubach Bragantino, São Paulo, Taubaté, Cruz Azul, Santos FC, América, Atlético Mineiro, Cerezo Osaka, Portuguesa, Democrata, Internacional Limeira, União São João, Santa Cruz, Brasiliense i Pelotas.